# Albis
Der Albis ist eine Bergkette im Kanton Zürich, die von Sihlbrugg im Süden bis Urdorf/Schlieren bei Zürich im Norden über etwa 22 Kilometer parallel zu Sihl und Zürichsee verläuft.

## Geographie
Der Albis liegt zwischen dem Sihltal im Osten und dem Reppischtal und dem Aeugstertal mit dem Türlersee im Westen. Dem Berggrat folgt die Bezirksgrenze zwischen dem Bezirk Affoltern im Westen und dem Bezirk Horgen und der Stadt Zürich auf der Ost- bzw. der Nordostseite.
Der Sihlzopf oberhalb von Sihlbrugg bildet die südlichste markante Erhebung und der Zürcher Hausberg Uetliberg den nördlichen Abschluss des Berggrats.
Der höchste Punkt der Bergkette ist der Bürglen im südlichen Abschnitt mit 914,6 m ü. M.; der bekannteste Punkt ist der Uetliberg mit einer Höhe von 870,6 m ü. M. Die Ostflanke des Albis ist weitgehend vom Sihlwald bedeckt, oft steil und von Kreten und tiefen Erosionsgräben wie etwa der Fallätsche im Einzugsbereich des Rütschlibachs gekennzeichnet. Die Westseite ist weniger steil und teilweise Wiesland. Zahlreich kurze, im oberen Bereich steile Bachläufe entwässern das Berggebiet zur Sihl und zur Reppisch.
Das Sihltal trennt den Zimmerberg vom Albis.

## Geologie

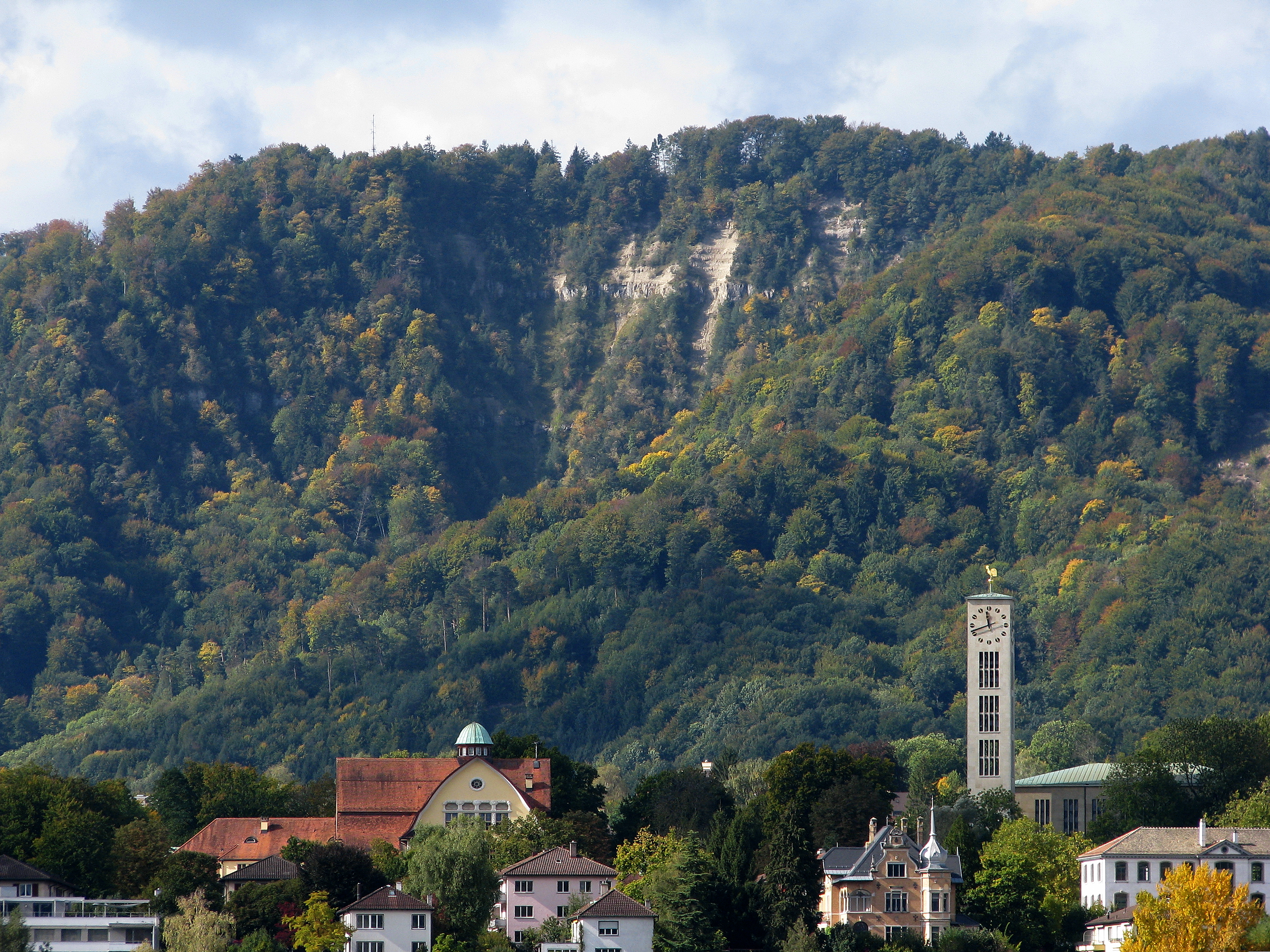
Fallätsche bei Leimbach, im Vordergrund die Kirche von Wollishofen

Geologisch gehört der Albis zur Oberen Süsswassermolasse und besteht vor allem aus Mergel, Mergel-Sandsteinen und Molasse-Nagelfluh. Auf den höchsten Stellen, vor allem am Uetliberg, findet sich eine Deckenschotterkappe aus löcheriger Nagelfluh (so benannt von Arnold Escher von der Linth), die während der Eiszeiten durch den Vorstoss von Linth- und Reussgletscher abgelagert wurde.

## Verkehrswege
Mehrere Fusswege, historische Saumpfade (Schnabellücken) und Strassenpässe führen über den Albis. Der Albispass, die Buechenegg und die Waldegg sind ganzjährig befahrbar. Die Felsenegg ist mit der Luftseilbahn Adliswil–Felsenegg ab Adliswil, der Uetliberg mit der Uetlibergbahn ab Zürich erschlossen. Die Luftseilbahn Leimbach–Mädikon ist nicht öffentlich. Auf dem Albis steht eine Radarstation, welche die Niederschlagsintensität der Zentral- und Nordschweiz erfasst.
Unter dem Albis liegt der Uetlibergtunnel der Autobahn A3.

## Wildnispark, Naherholungsgebiet, Bodendenkmäler
Die Albiskette und das Reppischtal wurden 1983 in das Bundesinventar der Landschaften und Naturdenkmäler von nationaler Bedeutung (Objektnummer 1306) aufgenommen. Grosse Teile der Flächen sind Wälder mit naturkundlicher Bedeutung (WNB), und der Albis ist als Landschaftsschutzgebiet ausgewiesen.
Der Albis ist heute in erster Linie ein Naherholungsgebiet für die umliegenden Agglomerationsgemeinden. Die land- und forstwirtschaftliche Nutzung geht zurück.
Am 1. Januar 2009 wurde der Wildnispark Zürich-Sihlwald als erster nationaler Naturerlebnispark und grösster Laubmischwald im Schweizer Mittelland eröffnet.
An mehreren Stellen des Bergzugs liegen urgeschichtliche Erdwerke und mittelalterliche Burgruinen. Eine bedeutende keltische Anlage bildet das Oppidum Uetliberg. Aus dem Mittelalter stammen die Schnabelburg, die Ruine der Burg Baldern, die Ruine Manegg, die Burg Sellenbüren auf dem Ofengüpf und die Burg Friesenberg, von der das direkt unter dem Berg gelegene Stadtquartier seinen Namen hat.
An der Kantonsstrasse, die von Zürich über die Waldegg in das Reppischtal führt, liegt die im Zweiten Weltkrieg errichtete Sperrstelle Waldegg und auf dem Berg die Festung Uetliberg.

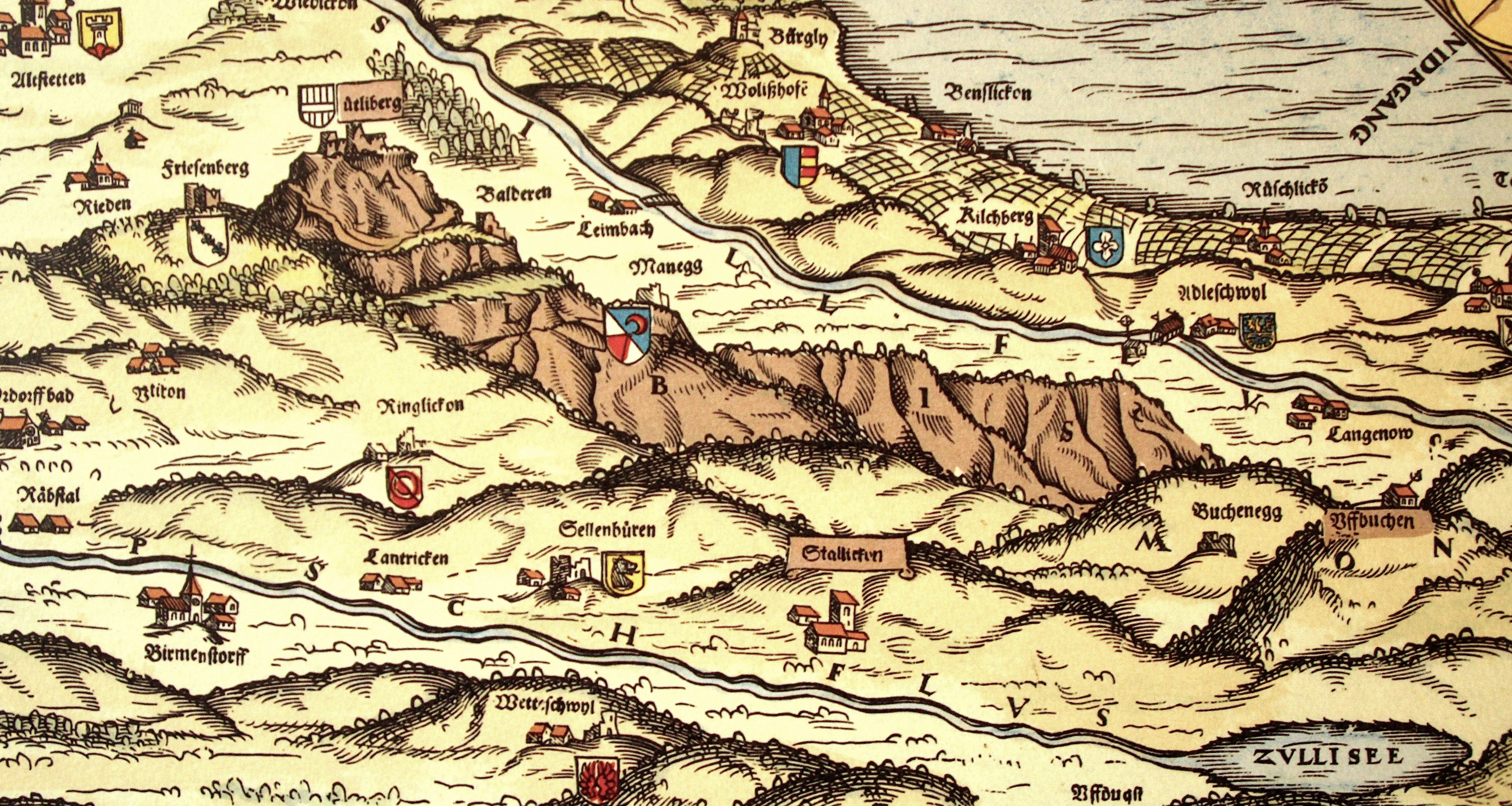
Der Albis auf der Kantonskarte von Jos Murer, 1566
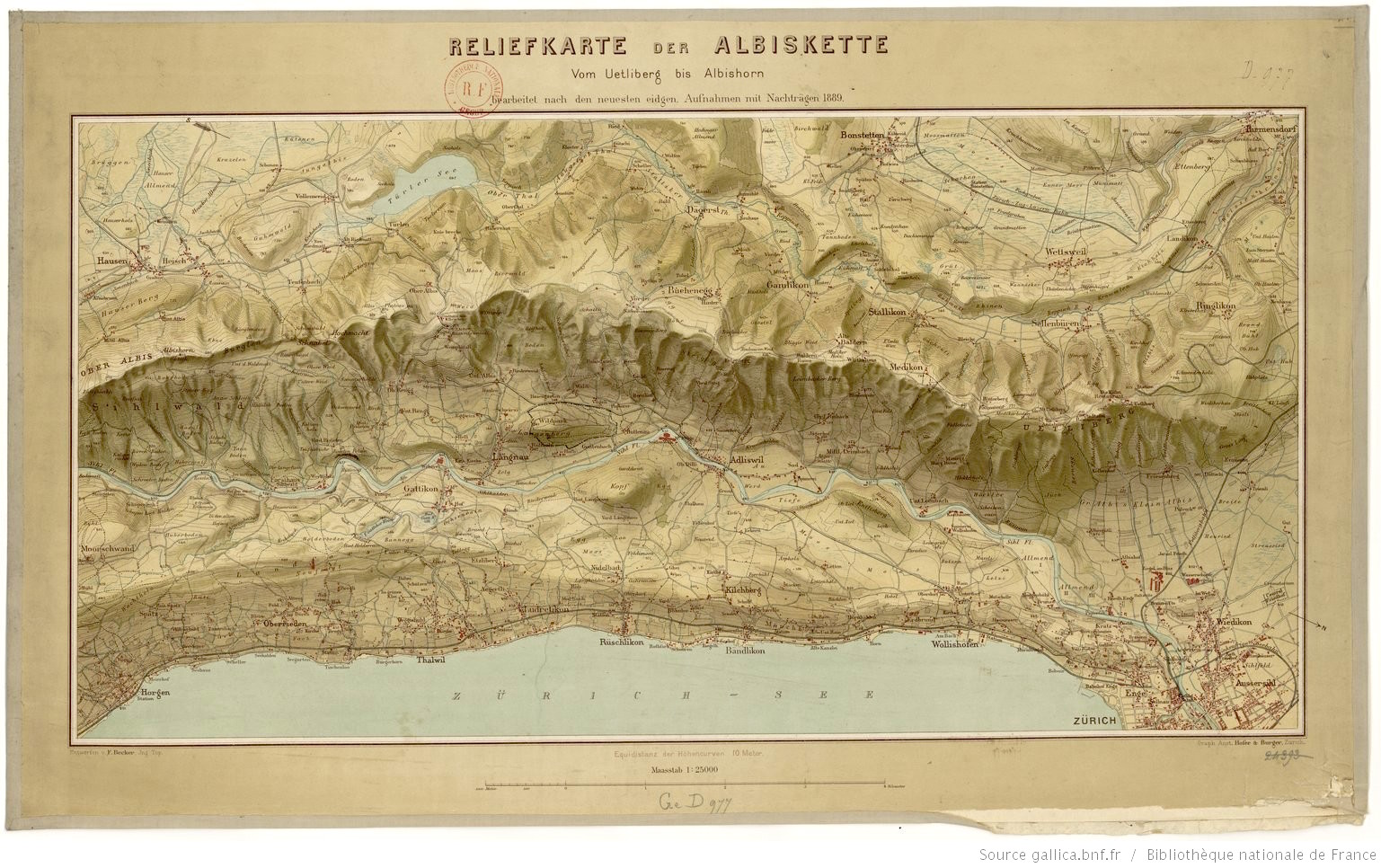
Die Albiskette auf einer Karte von 1889
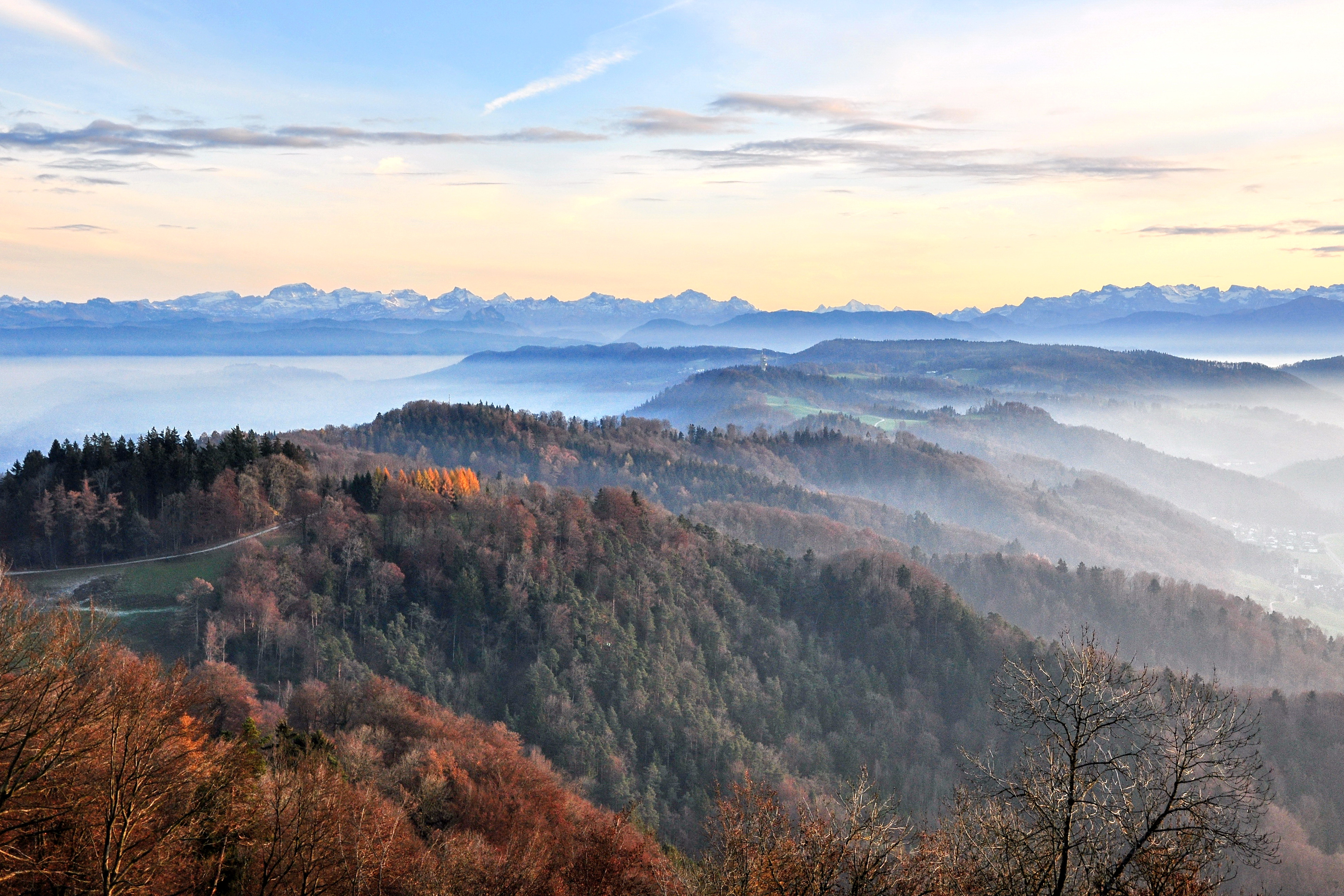
Blick über die Albiskette, am Horizont die Glarner Alpen, vom Uetliberg aus gesehen
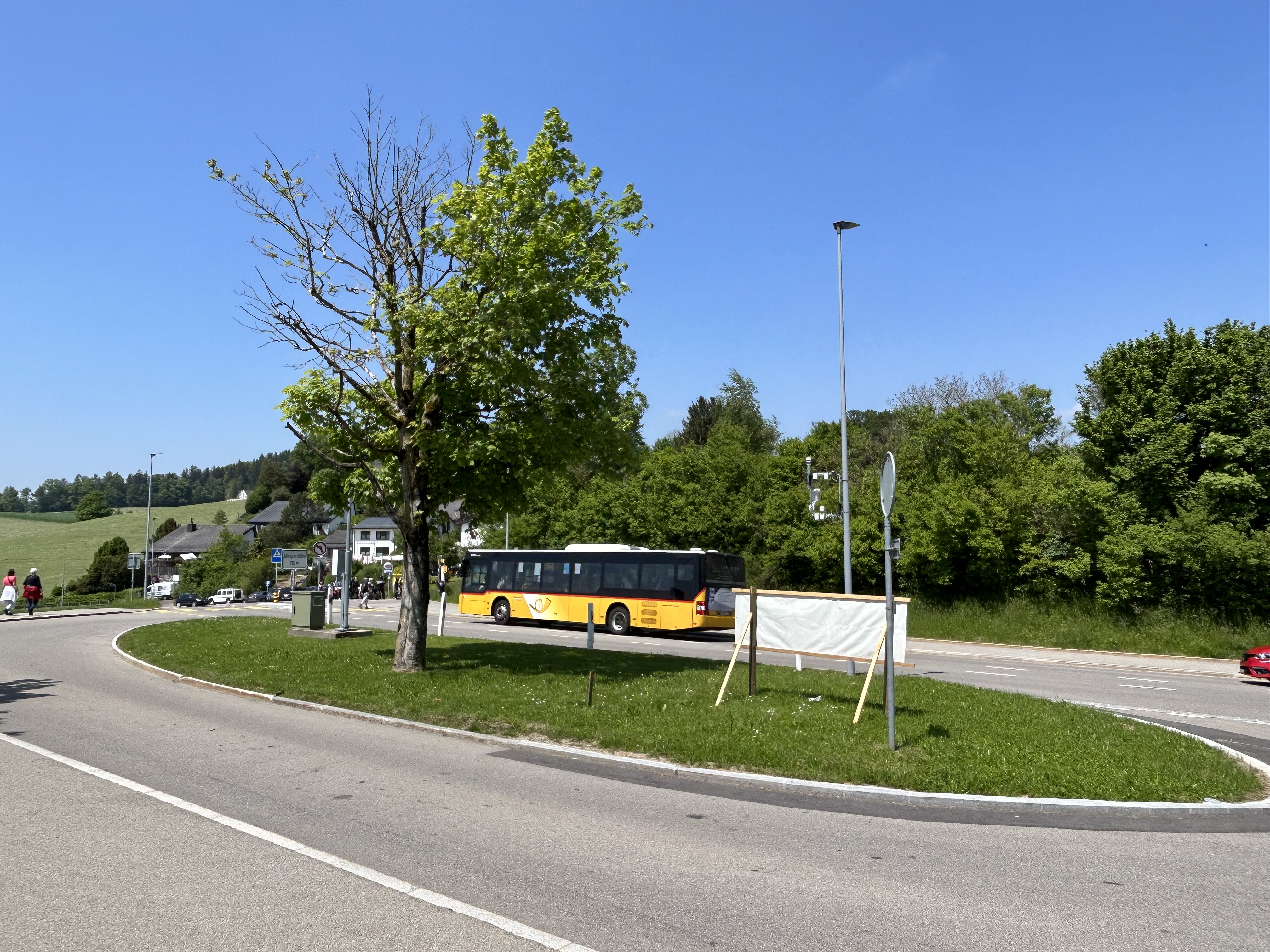
Albis-Passhöhe (790 m ü. M.)
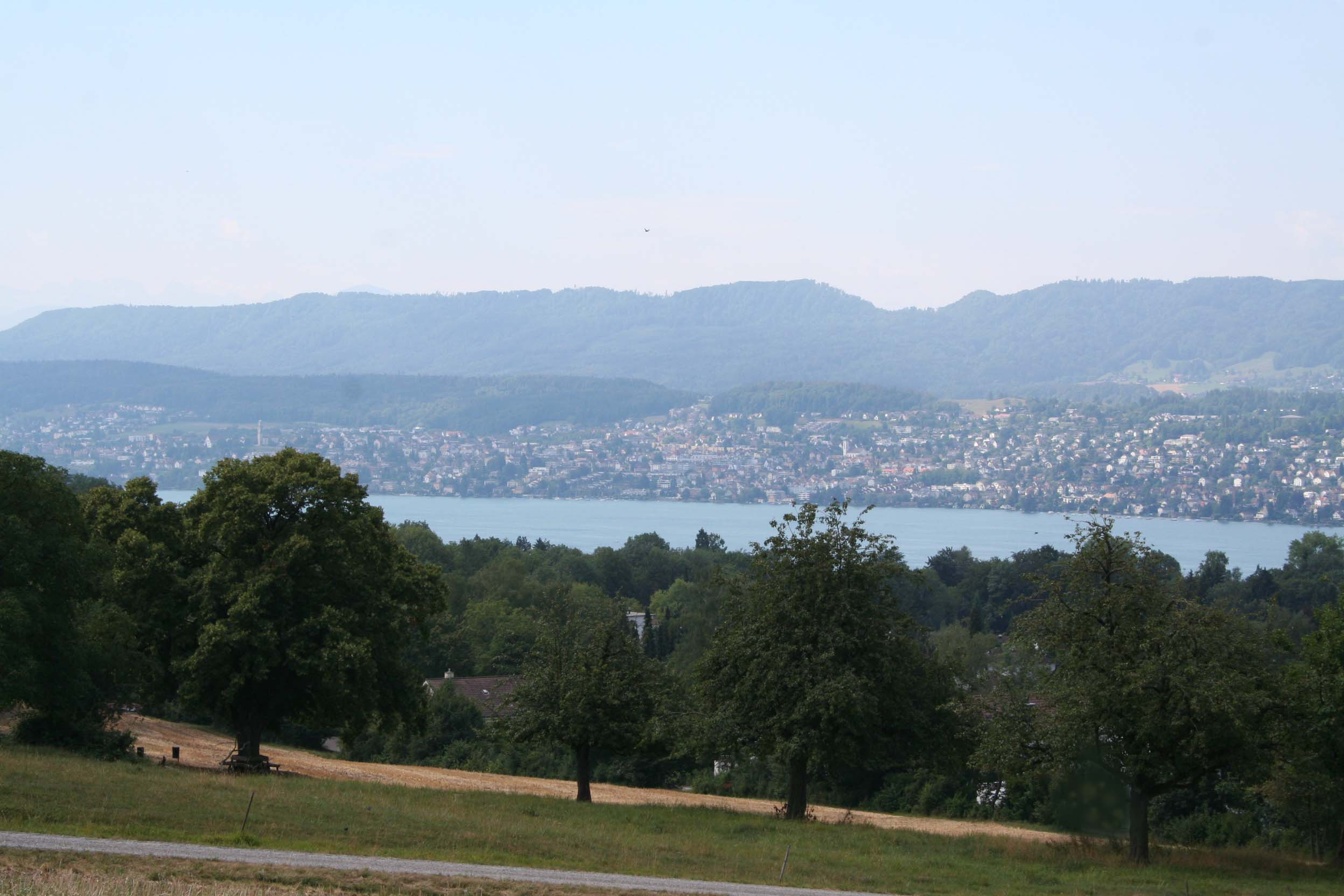
Hinter dem Zimmerberg: die Albiskette

Nachtpanorama Albiskette von Stäfa aus aufgenommen

Panorama Albiskette von Stäfa aus aufgenommen